# André Petitfils
André Petitfils (* 10. Februar 1920 in Orléans/Département Loiret; † 3. Oktober 2001) war ein französischer Fußballspieler.

## Die Vereinskarriere

### Die Kriegsjahre
André Petitfils wechselte als 19-Jähriger kurz vor Ausbruch des Zweiten Weltkriegs vom Zweitligisten Olympique FC Charleville zum Ligakonkurrenten Stade de Reims. Über die Jahre bis 1938 ist außer seinen Geburtsdaten nichts in Erfahrung zu bringen. Seine erste Saison dort wurde überschattet vom deutschen Einmarsch in Frankreich, der die Austragung einer Landesmeisterschaft nicht mehr zuließ. Es ist als sicher anzunehmen, dass der junge Mann zur Armee eingezogen wurde. Mit der Besetzung durch deutsche Truppen und der Teilung des Landes wurde der Spielbetrieb wieder aufgenommen, allerdings in zwei regional zusammengesetzten Gruppen, unter zunehmender Einschränkung des Professionalismus und angesichts der Kriegssituation weit entfernt von der Normalität. In der Saison 1941/42 gehörte der Halbstürmer zur Stammformation der Reimser, die unter ihrem Spielertrainer Jules Vandooren überraschend Meister der Division 1 (Zone Nord) wurde – ein Titel freilich, der in Frankreich nicht als offizieller Landesmeistertitel gezählt wird. 1944 erreichte er auch zum ersten Mal das Endspiel um den Landespokal, bildete gemeinsam mit Albert Batteux und Pierre Flamion den Innensturm der Équipe Fédérale Reims-Champagne (in dieser Saison traten nur Regionalauswahlmannschaften in Meisterschaft und Pokal an), die allerdings gegen die ÉF Nancy-Lorraine letztlich chancenlos war.

### Erfolgreiche Jahre ab 1945
Nach der Befreiung Frankreichs wurde Stade de Reims wegen seiner guten Leistungen während des Krieges in die höchste Profi-Spielklasse aufgenommen, rechtfertigte dies mit einem ersten Vizemeistertitel 1947, und André Petitfils war in den folgenden sechs Jahren auch auf diesem Niveau Stammspieler. Dazu trug bei, dass er vielseitig einsetzbar war: er hat je nach Erfordernis seines Trainers Henri Roessler rechts wie links, im Sturm wie im Mittelfeld gespielt. Zudem erzielte er auch etliche Treffer – und als die Rot-Weißen aus der Champagne 1949 ihren ersten offiziellen Meistertitel errangen, hatte er 10 Treffer dazu beigetragen und war, als Außenläufer, drittbester Torschütze seiner Elf. Im Jahr darauf folgte dann auch der erste Pokalsieg für Reims, und es war erneut Petitfils, der im Endspiel gegen Racing Paris mit seinem Treffer zum 2:0 diesen Erfolg sicherstellte.
In der Saison 1950/51 setzte ihn sein langjähriger Mitspieler Albert Batteux, der zu Saisonbeginn auch Trainer von Stade geworden war, in 30 der 34 Punktspiele ein; er erzielte dabei auch noch 6 Tore. Aber für die folgende Saison hatte der Klub mit Raymond Cicci einen jungen Außenläufer und mit Raymond Kopa und René Bliard zwei Stürmertalente verpflichtet, so dass die Aussichten des inzwischen 31-Jährigen sanken, weiterhin Stammspieler bleiben zu können. Er wechselte daraufhin 1951 zum FC Metz, für den er im folgenden Jahr noch 4 Ligatreffer schoss und der einen guten 5. Platz in der Division 1 erreichte – punktgleich übrigens mit dem Verein, dem Petitfils die vorangehenden 12 Jahre angehört hatte, an dessen auch internationalem Aufstieg er allerdings nicht mehr teilhaben konnte.
Wie lange bzw. bei welchen Vereinen André Petitfils ab 1952 noch spielte und was aus ihm nach seinem Karriereende geworden ist, ist bisher nicht zu ermitteln.

### Stationen
- Olympique FC Charleville (bis 1939)
- Stade de Reims (1939–1951)
- FC Metz (1951–?)

## Palmarès
- Französischer Meister: 1949 (und „Kriegsmeister“ der Gruppe Nord 1942)
- Französischer Pokalsieger: 1950 (und Finalist 1944)
- Rund 180 Einsätze und 35 Tore in der Division 1, davon 167/31 für Reims (nur Spiele ab 1945 berücksichtigt)